# Паразитна ємність
Паразитна ємність — небажаний зв'язок між провідниками чи елементами електронних схем, обумовлений наявністю електричної ємності між ними.
Наявність паразитних ємностей призводить до виникнення паразитних позитивних і негативних зворотніх зв’язків (ЗЗ). Через непередбачуваність фазових характеристик тип паразитних зв’язків може довільно змінюватися. У підсилювачах позитивний ЗЗ може призводити до самозбудження, негативний — до зменшення коефіцієнта передачі.
Паразитна ємність також призводить до утворення:
- Паразитних RC-фільтрів.
- Паразитних LC-контурів.

Паразитні ємності потрібно брати до уваги в мікроелектронних схемах, оскільки в них відстань між провідниками мала, а частота сигналів та їх еквівалентна площа може бути досить великою.